# Royston Drenthe
Royston Ricky Drenthe (* 8. dubna 1987, Rotterdam, Nizozemsko) je bývalý nizozemský fotbalový záložník se surinamskými kořeny. Na kontě má jeden start za A-mužstvo Nizozemska, v listopadu 2010 nastoupil proti reprezentaci Turecka (výhra 1:0). Profesionální fotbalovou kariéru ukončil v únoru 2017 ve věku 29 let, aby se mohl naplno věnovat kariéře rappera (pod pseudonymem Roya2faces).

## Klubová kariéra
Na klubové úrovni působil mimo Nizozemsko ve Španělsku, Anglii, Rusku, Turecku a Spojených arabských emirátech. Profesionální kariéru zahájil ve Feyenoordu Rotterdam, odkud po úspěšném Mistrovství Evropy hráčů do 21 let 2007 (kde mladí Nizozemci získali titul a on byl vyhlášen nejlepším hráčem šampionátu) přestoupil za 13 milionů britských liber do Realu Madrid. Přivedl si jej trenér Bernd Schuster. To byl vrchol jeho kariéry, která od tohoto bodu nabrala sestupnou křivku. Po problémech mezi hráčem a novým trenérem Realu José Mourinhem odešel v roce 2010 hostovat do klubu Hércules CF (tehdejší nováček španělské Primera División) a později do anglického Evertonu. Poté působil v ruském týmu Alanija Vladikavkaz, anglických Reading FC a Sheffield Wednesday, tureckém Kayseri Erciyesspor a v závěru kariéry v Baniyas SC ze Spojených arabských emirátů. V létě 2016 s ním Baniyas SC ukončil spolupráci. Drenthe v únoru 2017, znechucen z „věcí okolo fotbalu“, ukončil ve svých 29 letech profesionální hráčskou kariéru a dal se na dráhu rappera.

## Reprezentační kariéra
Drenthe byl členem nizozemských mládežnických výběrů.
Zúčastnil se domácího Mistrovství Evropy hráčů do 21 let 2007, kde Nizozemci porazili ve finále Srbsko 4:1 a vyhráli druhý titul v řadě. 

S reprezentací do 23 let si zahrál také ve 4 zápasech na Letních olympijských hrách 2008 v Číně, kde byli Nizozemci vyřazeni ve čtvrtfinále Argentinou po výsledku 1:2 po prodloužení.
V A-mužstvu Nizozemska debutoval 17. 11. 2010 v přátelském utkání v Amsterdamu proti reprezentaci Turecka (výhra 1:0). Byl to jeho jediný start za národní A-tým Oranje.